# International Mobile Equipment Identity

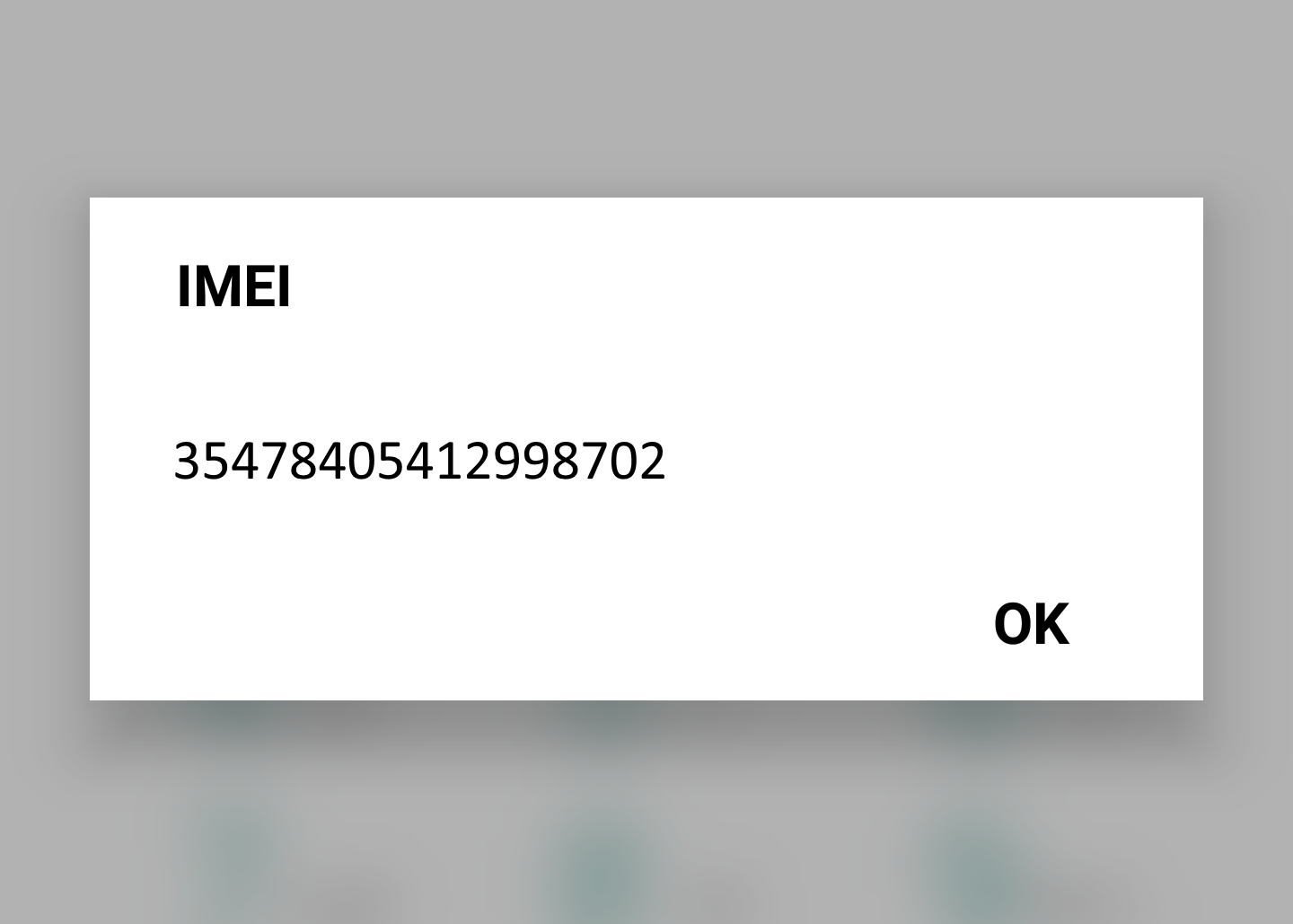
Code IMEI affiché sur l'écran d'un téléphone portable après avoir tapé la commande *#06#.

L'International Mobile Equipment Identity (IMEI, littéralement « identité internationale d'équipement mobile ») est un numéro qui permet d'identifier de manière unique chacun des terminaux de téléphonie mobile (ME) GSM, UMTS ou LTE.
Ce numéro permet à l'opérateur d'un réseau mobile d'identifier le mobile appelant et ainsi de l'autoriser, ou non, à se connecter. Il permet ainsi l'établissement des appels d'urgence sans SIM pour certains pays (par exemple le numéro d'urgence européen 112 en Europe). Son rôle le plus connu est de pouvoir bloquer un mobile volé (grey list, black list) auprès de l'ensemble des opérateurs ayant souscrit à la base de données IMEI.

## Comment l'obtenir?
Pour l'obtenir, un utilisateur peut composer « *#06# » sur le clavier de son téléphone mobile. L'IMEI figure également sur la boîte et la facture de l'appareil, et l'opérateur peut également le communiquer à l'abonné, ce qui permet à un utilisateur d'en avoir connaissance même s'il n'a plus accès à son téléphone (perte, vol). Sur certains téléphones, le numéro est également indiqué par une étiquette placée sur ou à côté de la batterie (il peut être nécessaire de retirer la batterie pour la voir). Il est également possible sur certaines versions du système d'exploitation du téléphone de retrouver la ou les numéros IMEI dans le menu "Paramètres", "À propos du téléphone" (certains smartphones peuvent avoir plusieurs numéros IMEI).

## Quelques usages
Il permet, en cas de vol, d'interdire l'utilisation de l'appareil sur le réseau. En effet, lorsque le propriétaire porte plainte, le numéro de série se retrouve ajouté sur une liste noire et le téléphone ne sera plus autorisé à émettre des appels. Cependant, il est parfois possible de changer ce numéro à l'aide de logiciels spécifiques ou d'une « box ».
Cependant de moins en moins de modèles autorisent techniquement ceci, qui est parallèlement lourdement sanctionné par la loi dans de nombreux pays selon le même principe que la falsification de plaques d'immatriculation de voiture, ou de documents d'identité, cela reste bien sûr très différent d'une plaque d'immatriculation car le téléphone appartient à un individu et celui-ci est censé pouvoir l'utiliser comme bon lui semble.
De plus en plus de bases de données, privées ou publiques, locales ou régionales tentent de s'organiser pour permettre aux autorités et services afférents de connaitre les numéros IMEI de téléphones déclarés volés, mais ces démarches se heurtent aux réalités et enjeux économiques croissants du trafic international illégal de smartphones volés, dont le prix de revente sur les marchés secondaires attise les convoitises de nombreux acteurs dans tous les pays.
Face à l'inefficacité de ces bases de données isolées et en l'absence avant longtemps d'une base de données mondiale interrogeable par le grand public permettant de vérifier le statut d'un téléphone d'occasion via son IMEI avant toute transaction, des alternatives émergent. Elles consistent à enregistrer sur Internet librement son numéro d'IMEI et le statut fonctionnel du téléphone correspondant sous forme d'un tatouage numérique géré par le propriétaire du téléphone, lui permettant de déclarer l'IMEI "volé" dès que cet événement survient et de bloquer rapidement les possibilités de transactions du téléphone sur les marchés secondaires. Ceux-ci sont en effet sinon dans l'ignorance totale du statut ou de l'origine illicite du téléphone. Cette information placée sur internet peut faciliter l'éventuelle récupération au vu du risque devenu trop grand pour le receleur et trop visible par un acheteur potentiel via une simple requête de cet IMEI dans n'importe quel moteur de recherche sur Internet.
L'IMEI permet aussi à l'opérateur de connaître automatiquement le type d'appareil de ses abonnés à des fins techniques, marketing et de support client. En effet, des champs spécifiques de l'IMEI sont attribués pour une identification du constructeur puis du modèle. Ainsi, si l'opérateur le supporte, cela lui permet de faire une détection automatique du modèle de terminal. Cette détection est utile à l'opérateur lorsqu'un téléphone demande à accéder au service puisqu'il peut envoyer automatiquement, le format adapté de données ou le bon paramétrage du service pour une utilisation optimale. Le numéro IMEI permet également au service marketing des opérateurs téléphoniques de déterminer la proportion de terminaux utilisés sur leur réseau, compatibles avec les types de service offerts, et d'étudier les corrélations entre les modèles de téléphones et les usages des services.
Enfin les numéros IMEI sont utilisés par les autorités dans le cadre de la sécurité du territoire, via les obligations légales contractuelles des licences opérateurs mobiles, pour des actions de surveillance, d'interception, ou d'enquêtes sur les usages et l'usager d'un téléphone donné identifié de façon unique par son numéro IMEI.

## Structure

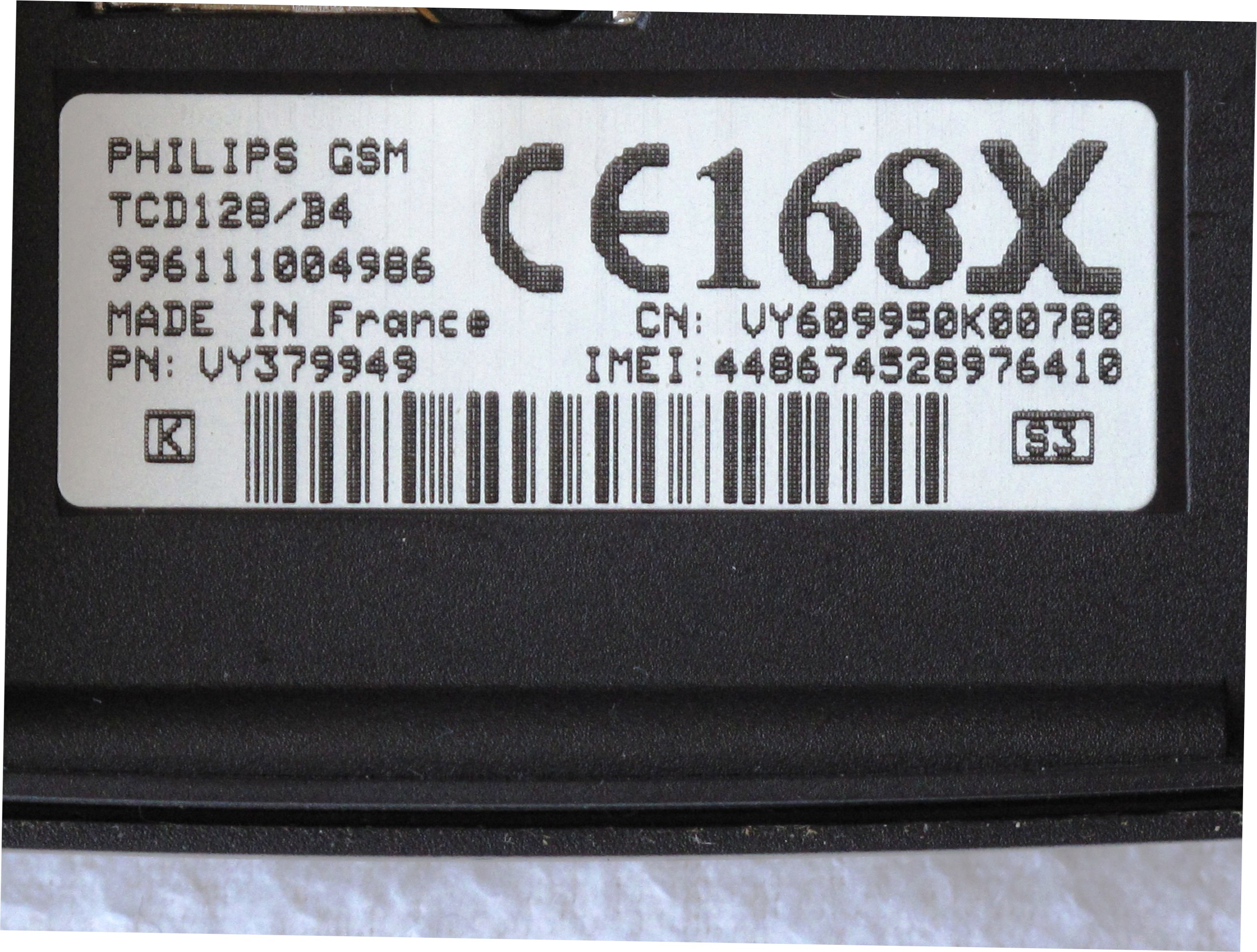
IMEI avant le 1er avril 2004.

L'IMEI est composé de 15 chiffres (14 chiffres utiles + 1 chiffre de contrôle). Depuis le 1er avril 2004, il contient les informations suivantes : 
- Le Type Allocation Code (TAC) fourni par l'autorité de certification. Il est codé sur huit chiffres, les deux premiers chiffres désignant le code pays où le mobile a été immatriculé (et non vendu), par exemple souvent 35 (BABT[5] UK) pour les Nokia.
- Le numéro de série (SNR) de fabrication de cet appareil, codé sur six chiffres.
- Le chiffre de contrôle servant de somme de contrôle sur les 14 autres chiffres. Le nombre entier doit vérifier la formule de Luhn.

| TAC      | SNR    | Ctrl |
| -------- | ------ | ---- |
| TTTTTTTT | SSSSSS | C    |

Avant le 1er avril 2004, le TAC n'était codé que sur six chiffres et l'IMEI contenait aussi l'information suivante :
- Le Final Assembly Code (FAC) qui fournit la dernière usine par laquelle est passé le terminal. Il était codé sur deux chiffres.

| TAC    | FAC | SNR    | Ctrl |
| ------ | --- | ------ | ---- |
| TTTTTT | FF  | SSSSSS | C    |